# Anton Jahnl
Anton Jahnl (3. srpna 1848 Mnichov u Mariánských Lázní – 2. dubna 1895 Merano) byl rakouský politik německé národnosti z Čech, poslanec Českého zemského sněmu.

## Biografie
Studoval práva, získal titul doktora práv. Od roku 1877 do roku 1895 byl notářem v Cvikově. Od roku 1885 do roku 1894 byl členem městské rady. Byl ředitelem kanceláře městské spořitelny a protektorem spolku veteránů v Nieder-Lichtenwalde. Patřil mezi členy spolku Verein für Geschichte der Deutschen in Böhmen.
V 80. letech se zapojil i do vysoké politiky. V zemských volbách roku 1889 byl zvolen na Český zemský sněm, kde zastupoval kurii městskou, obvod Cvikov, Mimoň. Byl uváděn jako německý liberál (tzv. Ústavní strana).
Zemřel v dubnu 1895 v Meranu. Bylo mu 47 let. Příčinou úmrtí byla plicní choroba.